# Perdita xanthops
Perdita xanthops är en biart som beskrevs av Timberlake 1971. Perdita xanthops ingår i släktet Perdita och familjen grävbin. Inga underarter finns listade i Catalogue of Life.